# Pacificanthia downiei
Pacificanthia downiei es una especie de coleóptero de la familia Cantharidae.

## Distribución geográfica
Habita en Nueva York (Estados Unidos).